# Charles Vyner Brooke
Vyner, Rajah của Sarawak (Charles Vyner de Windt Brooke; 26 tháng 9 năm 1874 – 9 tháng 5 năm 1963) là Rajah Trắng thứ ba và cũng là cuối cùng của Vương quốc Sarawak.

## Thời kỳ đầu
Ông là con trai của Charles Brooke và vợ là Margaret de Windt (Ranee Margaret của Sarawak), Vyner sinh tại London và trưởng thành tại đó, theo học tại Clevedon, Winchester College và Magdalene College, Cambridge. He then entered the Sarawak public service.
Vyner làm phó quan cho cha vào năm 1897–1898, làm viên chức huyện tại Simanggang 1898–1901, làm thống sứ tại Mukah và Oya, 1902–1903, thống sứ tỉnh thứ ba năm 1903–1904, chủ tịch các tòa án pháp luật năm 1904–1911, phó chủ tịch các hội đồng tối cao và toàn thể năm 1904–1911.
Trong binh nghiệp của mình, ông có cấp bậc thiếu úy trong đội kỵ binh hạt London thứ 3 (thiện xạ) vào ngày 12 tháng 5 năm 1911, song từ chức tại cấp tiểu đoàn vào ngày 21 tháng 5 năm 1913. Trong Chiến tranh thế giới thứ nhất, ông ẩn danh trong thân phận một binh nhì trong lực lượng phòng không và một thợ máy trong một xưởng sản xuất máy bay tại Shoreditch, phía đông London.
Ông được George V ban hiệu "điện hạ" vào ngày 22 tháng 6 năm 1911. Tại Anh, ông gặp và kết hôn với Sylvia Brett, con gái của Huân tước Reginald Brett, vào ngày 21 tháng 2 năm 1911. Họ sau đó đến Sarawak.

## Rajah của Sarawak
Sau khi cha ông mất, Vyner kế vị vào ngày 17 tháng 5 và trở thành Rajah vào ngày 24 tháng 5 năm 1917 tại Kuching. Ông tuyên thệ trước Hội đồng Negri vào ngày 22 tháng 7 năm 1918. Trong những năm đầu Vyner làm Rajah (vai trò mà ông thực hiện cùng với em trai là Bertram theo ý nguyện của cha họ) đã diễn ra một làn sóng trong các ngành cao su và dầu mỏ tại Sarawak và khiến nền kinh tế trỗi dậy, cho phép ông hiện đại hóa các thể chế của quốc gia, bao gồm công vụ, và áp dụng bộ luật hình sự được phát triển trên quy cách của Ấn Độ thuộc Anh vào năm 1924.
Ông được ban tước hiệp sĩ vào năm 1927, Vyner tiếp tục điều hành một chính quyền không can thiệp và tương đối được ủng hộ, cấm chỉ các đoàn truyền giáo Cơ Đốc và khuyến khích các truyền thống bản địa (ở một mức độ, săn đầu người bị đặt ra ngoài vòng pháp luật). Tuy nhiên Sarawak không tránh được tham vọng đế quốc của người Nhật, và họ chiếm được Sarawak vào ngày 25 tháng 12 năm 1941. Trong cùng năm, ông đã rút 200.000 bảng khỏi Bộ Ngân khố nhằm chi tiêu cá nhân, đổi lại là hạn chế quyền lực của mình theo hiến pháp mới. Vyner và gia đình đến Sydney và ở lại đó trong suốt chiến tranh. 
The Daily Telegraph mô tả ông là "Một cựu học sinh Winchester cũ sống trên mây,... một trong vài vị quân chủ còn lại trên thế giới vẫn có thể nói ta là nhà nước. Tương tự, phần viết về ông trong Who's Who có ghi: "đã lãnh đạo một số cuộc chinh phục và vùng nội lục xa của quốc gia nhằm trừng trị những kẻ săn đầu người; thông hiểu việc quản lý người bản địa; cai trị một lượng cư dân 500.000 người và một quốc gia rộng 40.000 dặm vuông Anh (100.000 km2):.

## Thoái vị và thời gian sau
Vyner trở về Sarawak vào ngày 15 tháng 4 năm 1946 và tạm thời khôi phục quyền lực với thân phận là Rajah, song đến ngày 1 tháng 7 năm 1946 ông nhượng Sarawak cho chính phủ Anh để làm một thuộc địa hoàng gia, do đó kết thúc quyền cai trị của Rajah Trắng tại Sarawak. Vyner mất tại London vào ngày 9 tháng 5 năm 1963, bốn tháng trước khi Sarawak cũng như Malaya, Bắc Borneo và Singapore cùng nhau hợp thành Liên bang Malaysia vào ngày 16 tháng 9 năm 1963.
Cháu trai ông là Anthony Brooke phục vụ trong nhiều cơ quan khác nhau, bao gồm Bộ Đất đai và Đăng ký, và là một quan tòa. Kể từ năm 1937, người này trở thành Rajah Muda (thái tử) của Sarawak do Vyner chỉ có ba người con gái. Anthony phản đối cắt nhượng cho Anh giống như đa số các thành viên bản địa của nghị viện, và họ vận động chống lại việc này trong 5 năm.
Phong trào chống cắt nhượng lên đỉnh điểm vào năm 1948 khi thống đốc thứ nhì của Anh tại Sarawak là Duncan Stewart bị ám sát bởi một nhân vật dân tộc chủ nghĩa tên là Rosli Dhobi tại Sibu. Có nghi ngờ về việc Anthony dàn dựng vụ việc song các văn bản giải mật từ Cơ quan Lưu trữ Quốc gia Anh thể hiện rằng ông không có liên quan đến âm mưu. Năm 1951, Anthony cuối cùng từ bỏ yêu sách đối với vương vị Sarawak và sống quãng đời còn lại tại New Zealand và mất vào năm 2011.
Vyner, cha ông, em trai ông Bertram, Tuan Muda, và Rajah James, được an táng tại Nhà thờ St Leonard thuộc làng Sheepstor tại Dartmoor.

## Gia đình
Ông có ba người con gái:
- Leonora Margaret, nữ bá tước Inchcape, vợ của Bá tước Kenneth Mackay (một con trai là Simon Mackay, và một con gái), tái giá với Thượng tá Hoa Kỳ Francis Parker Tompkins (một con trai).
- Elizabeth, một ca sĩ và diễn viên, vợ của Harry Roy (một con trai và một con gái), tái hôn với Richard Vidmer.[8]
- Nancy Valerie, vợ của Robert Gregory, một đô vật người Mỹ, tái hôn với José Pepi Cabarro – một doanh nhân Tây Ban Nha, tái hôn lần hai với Andrew Aitken Macnair (một con trai là Stewart, sinh năm 1952), và tái hôn lần ba với Memery Whyatt.[2]